# Marcia Gay Harden
Marcia Gay Harden (San Diego, 14 de agosto de 1959) é uma premiada atriz estadunidense vencedora do Oscar de melhor atriz (coadjuvante/secundária) por seu papel no filme Pollock, de 2000. Recebeu outra indicação ao prêmio, nesta mesma categoria, por Mystic River, de 2003.

## Biografia

### Infância e adolescência
Marcia Gay Harden, uma das cinco filhas do casal Harden, nasceu no dia 14 de agosto de 1959 na cidade de La Jolla, sendo filha de Beverly, uma dona-de-casa, e Thadeus Harold Harden, um texano que trabalhava na marinha. Sua família mudava-se frequentemente em função do trabalho do pai e Marcia chegou a viver na Alemanha, no Japão e na Grécia. Ela se formou em Clinton, Maryland, em 1987, e posteriormente seguiu para a Universidade do Texas em Austin onde tornou-se bacharel em teatro.

### Carreira
Marcia começou sua carreira no cinema pouco depois de se graduar na Universidade do Texas quando, em 1979, fez uma pequena participação no filme Not Only Strangers, dirigido por Edward Dmytryk. Em seguida, ela ficaria vários anos afastada do cinema e voltaria a participar de um longa-metragem apenas em 1986, quando participou do filme The Imagemaker em uma outra pequena aparição.
Até o final da década de 1980, Harden já teria feito inúmeras participações em episódios de séries de televisão como Simon & Simon, Gideon Oliver e CBS Summer Playhouse. Nos primeiros anos da década seguinte, Marcia atuaria principalmente em telefilmes como Fever, de 1991, e Sinatra, de 1992. Ela também voltaria ao cinema no início da década, ao fazer uma participação no filme Miller's Crossing.
Ao longo da década de 1990, Marcia continuaria a trabalhar em papéis menores na televisão e no cinema. Ela também viria a atuar em alguns filmes conhecidos como Flubber, ao lado de Robin Williams, e Spy Hard, estrelado por Leslie Nielsen. Em 1996, ela também dividiria o prêmio de melhor elenco da NBC por seu trabalho no filme The First Wives Club.
Em 2000, Harden ganharia o papel que a tornaria mais conhecida, Lee Krasner em Pollock. Por este papel, ela ganharia um Oscar de melhor atriz (coadjuvante/secundária). Ela também foi aclamada pela crítica nova-iorquina e ganharia o prêmio da NYFCC por sua participação no filme que contou, também, com participações de Ed Harris e Jennifer Connelly.
Na televisão, um papel de destaque foi o que ela interpretou em dois episódios da popular série Law & Order: Special Victims Unit. Dana Lewis/Star Morrison era uma agente do FBI que se passava por uma defensora da supremacia branca. A interpretação rendeu à Marcia uma indicação ao Emmy de melhor atriz convidada em uma série dramática.
Em 2007, a atriz atuou em inúmeros filmes, incluindo Into the Wild (filme) de Sean Penn e The Mist, baseado no livro de Stephen King. Por sua atuação neste último filme ela ganharia mais um prêmio, o Saturn Award, por interpretar a fanática religiosa Sr.ª Carmody.
No ano seguinte, ingressaria no elenco da série de Glenn Close, Damages, como Claire Maddox, e participaria dos treze episódios da primeira temporada. Entre os seus projetos futuros encontram-se os filmes Noah's Ark: The New Beginning e Whip It!.
Em setembro de 2013, começou a atuar na série "Trophy Wife" da rede de televisão ABC. Na série ela atua como a personagem Diane, uma mulher excêntrica e autoritária, que é mãe de Hillary e Warren e ex-mulher de Pete, que é casado com Kate (a esposa troféu).

## Filmografia

### Cinema
| Ano  | Título                              | Papel                  | Ref.  |
| ---- | ----------------------------------- | ---------------------- | ----- |
| 2018 | Fifty Shades Freed                  | Grace Trevelyan-Grey   |       |
| 2017 | Fifty Shades Darker                 | Grace Trevelyan-Grey   |       |
| 2015 | Fifty Shades of Grey                | Grace Trevelyan-Grey   |       |
| 2014 | Elsa & Fred                         | Lydia Barcroft         |       |
| 2009 | Whip It                             | Brooke Cavendar        |       |
| 2008 | Noah's Ark: The New Beginning       | Aamah                  |       |
| 2008 | Thomas Kinkade's Home for Christmas | Maryanne Kinkade       |       |
| 2008 | Home                                | Inga                   |       |
| 2007 | The Mist                            | Sr.ª Carmody           | [ 1 ] |
| 2007 | Rails & Ties                        | Megan Stark            |       |
| 2007 | Into the Wild (filme)               | Billie McCandless      | [ 1 ] |
| 2007 | The Invisible                       | Diane Powell           | [ 1 ] |
| 2006 | The Dead Girl                       | Melora                 | [ 1 ] |
| 2006 | Canvas                              | Mary Marino            | [ 1 ] |
| 2006 | The Hoax                            | Edith Irving           | [ 1 ] |
| 2005 | American Gun                        | Janet Huttenson        | [ 2 ] |
| 2005 | Bad News Bears                      | Liz Whitewood          | [ 1 ] |
| 2004 | P.S.                                | Missy Goldberg         | [ 1 ] |
| 2004 | Welcome to Mooseport                | Grace Sutherland       | [ 1 ] |
| 2003 | Mona Lisa Smile                     | Nancy Abbey            | [ 1 ] |
| 2003 | Casa de los babys                   | Nan                    | [ 1 ] |
| 2003 | Mystic River                        | Celeste Boyle          | [ 1 ] |
| 2001 | Gaudi Afternoon                     | Frankie Stevens        | [ 1 ] |
| 2000 | Pollock                             | Lee Krasner            | [ 1 ] |
| 2000 | Space Cowboys                       | Sara Holland           | [ 1 ] |
| 1999 | Curtain Call                        | Michelle Tippet        | [ 2 ] |
| 1998 | Meet Joe Black                      | Allison                | [ 1 ] |
| 1998 | Desperate Measures                  | Dr. Samantha Hawkins   | [ 2 ] |
| 1997 | Flubber                             | Dr. Sara Jean Reynolds | [ 1 ] |
| 1996 | Far Harbor                          | Arabella               | [ 2 ] |
| 1996 | The First Wives Club                | Dr. Leslie Rosen       | [ 1 ] |
| 1996 | Spy Hard                            | Srta. Cheevus          | [ 1 ] |
| 1996 | The Spitfire Grill                  | Shelby Goddard         | [ 2 ] |
| 1996 | The Daytrippers                     | Libby                  | [ 2 ] |
| 1994 | Safe Passage                        | Cynthia                | [ 2 ] |
| 1992 | Used People                         | Norma                  | [ 2 ] |
| 1992 | Crush                               | Lane                   | [ 2 ] |
| 1991 | Late for Dinner                     | Joy Husband            | [ 2 ] |
| 1990 | Miller's Crossing                   | Verna Bernbaum         | [ 1 ] |

### Televisão
| Ano       | Título                                           | Papel                   | Notas        | Ref.  |
| --------- | ------------------------------------------------ | ----------------------- | ------------ | ----- |
| 2015-2018 | Code Black                                       | Dr. Leanne Rorish       |              |       |
| 2014      | How to Get Away with Murder                      | Hannah Keating          | 3 episódios  |       |
| 2013      | The NewsRoom                                     | Rebeca                  | 4 episódios  |       |
| 2013      | Trophy Wife                                      | Diane Buckley           | 22 episódios |       |
| 2010      | Law & Order: SVU                                 | Dana Lewis              | 1 episódio   |       |
| 2009      | The Courageous Heart of Irena Sendler            | Janina Sendler          | telefilme    |       |
| 2009      | Damages                                          | Claire Maddox           | 13 episódios |       |
| 2008      | Sex and Lies in Sin City: The Ted Binion Scandal | Becky Binion            | telefilme    |       |
| 2008      | The Tower                                        | Zoe Cafritz             | telefilme    |       |
| 2006      | Law & Order: Special Victims Unit                | Dana Lewis              | 2 episódios  |       |
| 2006      | In from the Night                                | Vicki Miller            | telefilme    |       |
| 2006      | Drift                                            | Cheryl                  | 1 episódio   |       |
| 2005      | Felicity: An American Girl Adventure             | Sr.ª Martha Merriman    | telefilme    | [ 2 ] |
| 2005      | Hate                                             | Jackie Mantello         | telefilme    |       |
| 2004      | See You in My Dreams                             | Angela Brown            | telefilme    |       |
| 2004      | She's Too Young                                  | Trish Vogul             | telefilme    | [ 2 ] |
| 2002      | King of Texas                                    | Susannah Lear Tumlinson | telefilme    | [ 2 ] |
| 2002      | Guilty Hearts                                    | Jenny Moran             | telefilme    |       |
| 2001      | The Education of Max Bickford                    | Andrea Haskell          | telefilme    |       |
| 2001      | Walking Shadow                                   | Susan Silverman         | telefilme    | [ 2 ] |
| 2000      | Thin Air                                         | Susan Silverman         | telefilme    |       |
| 2000      | From Where I Sit                                 | Sharon                  | telefilme    |       |
| 1999      | Spencer: Small Vices                             | Susan Silverman         | telefilme    | [ 2 ] |
| 1998      | Labor of Love                                    | Annie Pines             | telefilme    |       |
| 1997      | Path to Paradise                                 | Nancy Floyd             | telefilme    | [ 2 ] |
| 1995      | Homicide: Life on Street                         | Joan Garbarek           | 1 episódio   |       |
| 1995      | Convict Cowboy                                   | Maggie                  | telefilme    |       |
| 1995      | Chicago Hope                                     | Barbara Tomilson        | 1 episódio   |       |
| 1995      | Fallen Angels                                    | Marie                   | 1 episódio   |       |
| 1992      | Sinatra                                          | Ava Gardner             | telefilme    | [ 2 ] |
| 1991      | Fever                                            | Lacy                    | telefilme    | [ 2 ] |
| 1991      | In Broad Daylight                                | Adina Rowan             | telefilme    | [ 2 ] |
| 1990      | Kojak: None So Blind                             | Angelina                | telefilme    | [ 2 ] |
| 1989      | Gideon Oliver                                    | Lila                    | 1 episódio   |       |
| 1988      | Simon & Simon                                    | Joan                    | 1 episódio   |       |

## Prêmios e indicações

#### Óscar
| Ano  | Categoria                | Filme        | Notas    |
| ---- | ------------------------ | ------------ | -------- |
| 2001 | Melhor Atriz Coadjuvante | Pollock      | Venceu   |
| 2004 | Melhor Atriz Coadjuvante | Mystic River | Indicado |

#### Emmy Awards
| Ano  | Categoria                                           | Indicação                             | Notas    |
| ---- | --------------------------------------------------- | ------------------------------------- | -------- |
| 2007 | Melhor Atriz Convidada em Série Dramática           | Law & Order: Special Victims Unit     | Indicado |
| 2009 | Melhor Atriz Coadjuvante em Minissérie ou Telefilme | The Courageous Heart of Irena Sendler | Indicado |
| 2022 | Melhor Atriz Convidada em Série Dramática           | The Morning Show                      | Indicado |
| 2024 | Melhor Atriz Convidada em Série Dramática           | The Morning Show                      | Indicado |

#### SAG Awards
| Ano  | Categoria               | Indicação     | Notas    |
| ---- | ----------------------- | ------------- | -------- |
| 2004 | Melhor Elenco em Cinema | Mystic River  | Indicado |
| 2008 | Melhor Elenco em Cinema | Into the Wild | Indicado |

### Satellite Awards
| Ano  | Categoria                                | Indicação      | Notas    |
| ---- | ---------------------------------------- | -------------- | -------- |
| 2003 | Melhor Atriz Coadjuvante                 | Mystic River   | Indicado |
| 2002 | Melhor Atriz em minissérie ou tele-filme | King of Texas' | Indicado |

#### Independent Spirit Awards
| Ano  | Categoria                | Indicação    | Notas    |
| ---- | ------------------------ | ------------ | -------- |
| 2001 | Melhor Atriz Coadjuvante | Pollock      | Indicado |
| 2005 | Melhor Atriz Coadjuvante | American Gun | Indicado |

#### Tony Awards
| Ano  | Categoria                      | Indicação                                | Notas    |
| ---- | ------------------------------ | ---------------------------------------- | -------- |
| 1993 | Melhor Atriz Principal em Peça | Angels in America: Millennium Approaches | Indicado |
| 2009 | Melhor Atriz Principal em Peça | God of Carnage                           | Venceu   |

### Prêmios da critica

#### Las Vegas Film Critics Society Awards
| Ano  | Categoria                | Indicação    | Notas    |
| ---- | ------------------------ | ------------ | -------- |
| 2003 | Melhor Atriz Coadjuvante | Mystic River | Indicado |

#### New York Film Critics Circle Awards
| Ano  | Categoria                | Indicação | Notas  |
| ---- | ------------------------ | --------- | ------ |
| 2000 | Melhor Atriz Coadjuvante | Pollock'  | Venceu |

#### Dallas-Fort Worth Film Critics Association
| Ano  | Categoria                | Indicação     | Notas    |
| ---- | ------------------------ | ------------- | -------- |
| 2003 | Melhor Atriz Coadjuvante | Mystic River' | Indicado |

#### Chicago Film Critics Association Awards
| Ano  | Categoria                | Indicação     | Notas    |
| ---- | ------------------------ | ------------- | -------- |
| 2003 | Melhor Atriz Coadjuvante | Mystic River' | Indicado |

#### Critics' Choice Television Awards
| Ano  | Categoria                                    | Indicação | Notas    |
| ---- | -------------------------------------------- | --------- | -------- |
| 2023 | Melhor Atriz Coadjuvante em Série de Comédia | Uncoupled | Indicado |